# L'amante dell'Orsa Maggiore (film)
L'amante dell'Orsa Maggiore è un film italiano del 1972 diretto da Valentino Orsini, tratto dall'omonimo romanzo di Sergiusz Piasecki.

## Trama
In una città polacca al confine con la Russia, fiorisce il contrabbando. Vladek (Giuliano Gemma) arriva in città e si aggiunge al gruppo dei contrabbandieri. Partecipa attivamente e vive numerose avventure amorose, ma viene arrestato dai russi.